# Ras Moshe
Ras Moshe (Brooklyn, 22 maart 1968) is een Amerikaanse jazzmusicus. Hij speelt saxofoon, fluit en klarinet.

## Biografie
Ras Moshe stamt uit een muzikale familie, zijn in Jamaica geboren opa Ted Barnett kwam in de jaren 30 naar Brooklyn en speelde saxofoon in de groepen van Lucky Millinder, Don Redman, Earl Bostic, Jimmy Mundy en Ella Fitzgerald. Ook zijn vader speelde in Brooklyn, in de jaren 70 en 80. Ras speelde in verschillende school-bands, later was hij actief in reggae-bandjes en werd hij een rastafari. Hieraan ontleent hij zijn naam 'Ras'. In de avantgarde-scene van de stad speelde hij in verschillende groepen met musici als Rashid Bakr, Matt Lavell, Todd Nicholson, Lou Grassi, Sabir Mateen, Dom Minasi, Herb Robertson, Blaise Siwula en Steve Swell. Onder eigen naam kwam hij met het album Transcendence. Moshe was negen jaar verantwoordelijk voor de Music Now series, hieruit kwam Ras' groep Music Now Unit voort.
Moshe is beïnvloed door onder meer Tyrone Washington, John Coltrane en Billy Bang.

## Discografie (selectie)
- Jeffrey Shurdut, Marc Edwards, Ras Moshe, Blaise Siwula: The Emergency Broadcast System (Ayler Records, 2005, ed. 2008)
- Live Spirits, Vol. 3 (2006)
- Transcendence (2007)
- Ras Moshe, Dave Ross, Federico Ughi: Red River Flows (577 Records, 2008)